# Obús autopropulsado G6
El G6 es un obús autopropulsado sudafricano, desarrollado en base al cañón-obús G5 y su munición. Se le considera una de las más poderosas piezas de artillería autopropulsada montada sobre un chasis con ruedas.
En adición a la movilidad logística ofrecida por un chasis con ruedas, el G6 está protegido ante el posible fuego de contrabatería y es capaz de defenderse por sí mismo en un área sin asegurar.
El chasis dispone de protección suficiente para soportar el impacto y/o explosión de minas. El G6 es producido en Sudáfrica por la empresa local Denel Land Systems, una división de Denel LLC (ahora propiedad de BAE Systems). Entró en producción en 1987.

## Características de la munición
Las cargas propulsoras usadas con los proyectiles incluyen las de los modelos PD M841, M9220 con temporizador electrónico, y la M8513 con accionador de proximidad. Las cargas del tipo PD M841 y del modelo M8513 se usan con proyectiles HE. Las cargas del modelo M9220 se usan como propelentes para proyectiles fumígenos , Iluminación (trazadores), RP, Submuniciónes (proyectiles tipo canister), y del tipo Leaflet. Las cargas del modelo PD M841 incorporan controladores meterorológicos de lluvia/nubosidad por medio de dispositivos densitométricos que reemplazan las de los modelos estadounidenses similares como las PD M572/PD M739 , y es compatible con proyectiles con espoleta en su base.
Alcance máximo:
- - 30.000 m con proyectiles HE estándar.
  - 39.000 m con proyectiles HE con pestaña.
  - 42.000 m con proyectiles HE con pestaña. (BB disparados desde un G6-52).
  - 50.000 m con proyectiles HE con pestaña. (BB disparados desde un G6-52 con carga de Alcance Extendido).
  - 52.500 m con proyectiles de largo alcance y velocidad incrementada (V-LAP disparados desde un G6).
  - 58.000 m con proyectiles de largo alcance y  velocidad incrementada (V-LAP disparados desde un G6-52).
  - 67.450 m con el proyectil M9703A1 de tipo V-LAP (probados exitosamente por 'DENEL con un alcance efectivo estimado en los 73.000 m en un disparo hecho por una Plataforma de Alcance Extendido G6-52)
- Alcance mínimo: 30.000 m.
- Cadencia de fuego (modos): 4 disparos/minuto, 2 disparos/minuto en modo de fuego sostenido.
- Carga por calibre y tipo de munición: 155 mm ERFB. 47 proyectiles, 50 cargas, 64 estopines y espoletas.
- Efectividad: 0,1 % en azimut, 0,48 % en alcance máximo.

## Variantes
- G6
- G6 M1A3: Versión exportada al Ejército de los Emiratos Árabes Unidos
- G6-52 (con recámara con capacidad de hasta 23 litros.)
- G6-52 Extended Range (con recámara con capacidad extendida hasta 25 litros.)
  - Tripulación reducida de 5 a 3 hombres;
  - Dispara proyectiles que le dan un alcance de hasta 67 km con una cadencia de ocho disparos/minuto;
  - Se ha incrementado su velocidad a campo traviesa hasta los 70 km/h;
  - Se ha implementado la capacidad Multiple Rounds Simultaneous Impact (MRSI) y puede disparar seis (Variante G6-52L) o cinco (G6-52) proyectiles simultáneamente a varios blancos hasta los 25 km y más allá inclusive; y actualmente se encuentra en varias pruebas de evaluación.
- G6 Marksman: Una adaptación británica de SPAAG, equipado con la torreta Marksman.[7]

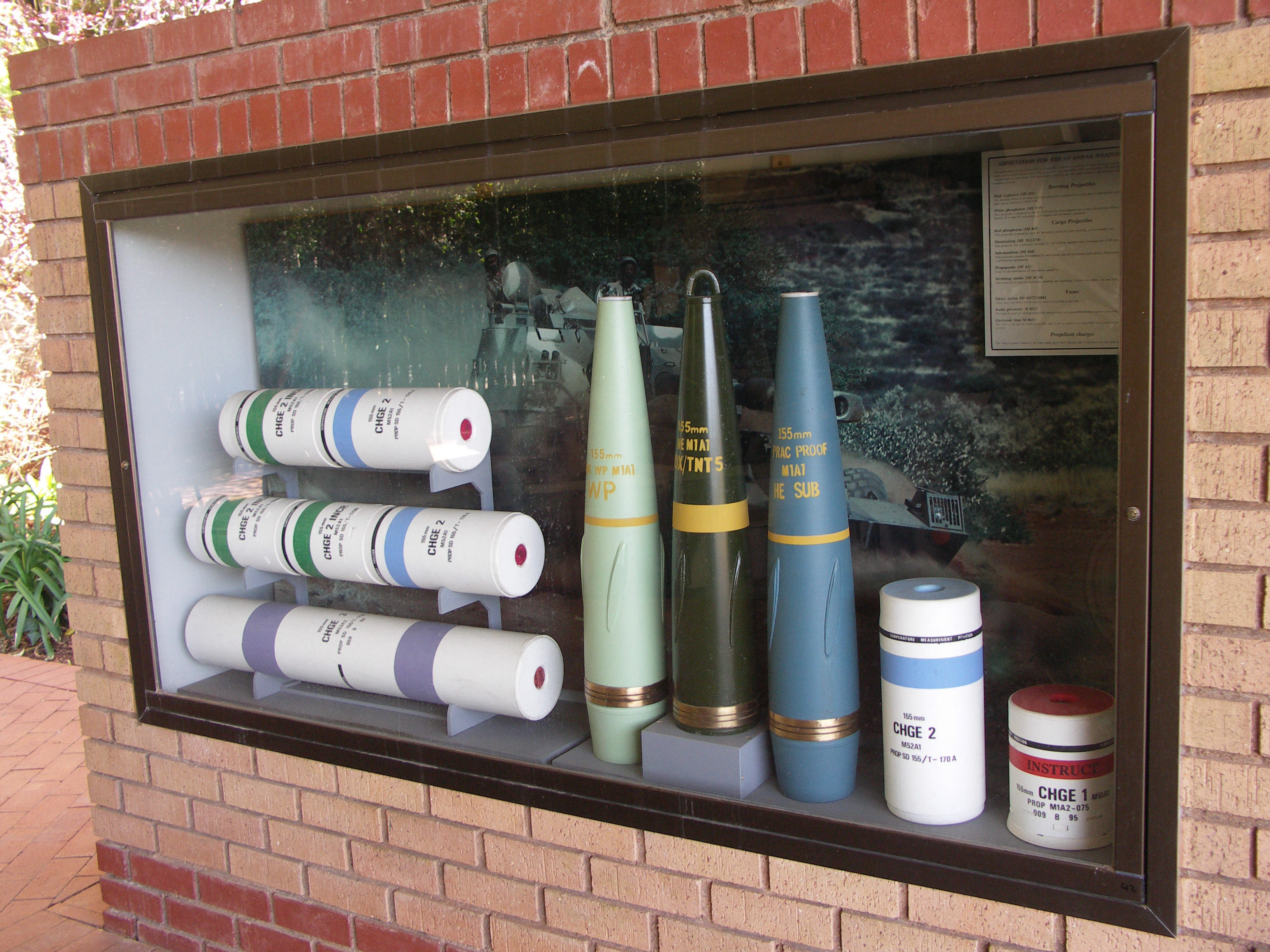
Munición en uso de los sistemas de artillería G5/G6.

## Usuarios
- Sudáfrica

43 unidades Conocido a su vez en Sudáfrica como el GV6 Rhino en las SADF
- EAU

78 unidades.
- Omán

24 unidades.

## Historial de combate
El obús autopropulsado G6 vio acción limitada en el periodo 1987/88 durante la guerra de Sudáfrica contra Angola por Namibia, con notable actuación en la batalla de Cuito Cuanavale.

### Desarrollos relacionados
- Obús autopropulsado G5

### Vehículos similares
- PZH-2000

- Obús autopropulsado M108
 Obús autopropulsado M109
 Obús autopropulsado M110
  Obús autopropulsado NLOS
- Sholef
- OTO Melara Palmaria (artillería)
- Tipo 75
 Tipo 99
- K-9 Thunder
- AHS Krab
- AS-90 Braveheart
- 2S19 Msta
- T-155 Fırtına
- SSPH Primus